# Margarita Isabel
Margarita Isabel (Cidade do México, 25 de julho de 1941 — Cuernavaca, 9 de abril de 2017), foi uma atriz mexicana. Mãe do também ator Mario Iván Martínez.
Atuou em diversas novelas como El pecado de Oyuki, Alcanzar una estrella, Alguna vez tendremos alas,  Amarte es mi pecado, La madrastra e Mundo de Fieras. Sua última novela foi Palabra de Mujer, e ao terminá-la decidiu retirar-se por problemas de saúde. Em 2010, voltaria para fazer uma participação especial em Soy tu dueña.
Morreu em 9 de abril de 2017, por complicações respiratórias, aos 75 anos.

## Telenovelas
- Soy tu dueña (2010) - Participação especial
- Palabra de mujer (2007-2008) - Consuelo Vda. de Ibarra
- Mundo de fieras (2006-2007) - Otilia Álvarez de Velásquez
- La madrastra (2005) - Carmela San Román
- Amarte es mi pecado (2003-2004) - Alejandra Madrigal de Horta
- Golpe bajo (2000-2001) - Eugenia Bernal
- Marea brava (1999) - Lupe
- Alguna vez tendremos alas (1997) - Verónica del Olmo
- Luz Clarita (1996) - Verónica
- Confidente de secundaria (1996) - Soledad
- Volver a empezar (1994) - Aurora
- Valentina (1993) - Martha
- Triángulo (1992)
- Baila conmigo (1992) - Catalina
- Alcanzar una estrella (1990) - Rita Navarrete
- Teresa (1989) - Marcela
- El pecado de Oyuki (1988) - May
- Cuna de lobos (1986) - Sra. Cifuentes
- Caminemos (1980) - Dra. Monroy

## Cinema
- Labios rojos (2011) - Participação
- Dame tu cuerpo (2003) - Dafne
  - La hija del caníbal (2003) - Mamá de Lucía
  - La mirada de la ausencia (1999)
  - ¡Que vivan los muertos! (1998)
  - Reencuentro (1997) - Lidia
  - Mujeres insumisas (1995) - Rosa
  - Dos crímenes (1995) - Amalia
  - Me tengo que casar/Papá soltero (1995)
  - Perfume, efecto inmediato (1994)
  - La última batalla (1993) - Diretora de colégio
  - Cronos (1993) - Mercedes
  - Abuelita de Bakman (1993)
  - Golpe de suerte (1992)
  - Tres son peor que una (1992)
  - Más que alcanzar una estrella (1992) - Mamá de Rosita
  - Los años de Greta (1992) - Amiga de Nora
  - Como agua para chocolate (1992) - Paquita Lobo
  - Contigo en la distancia (1991) - Lina
  - Danzón (1991) - Silvia
  - Lo que importa es vivir (1987) - Viuda
  - Chido Guan, el tacos de ojo (1986) - Carolina
  - Preludio (1983)
  - Las apariencias engañan (1983)
  - María de mi corazón (1973) - Enfermeira/prostituta
  - Amor libre (1979)
- Naufragio (1978) - Vecina
  - Oye Salomé! (1978)
  - La otra virginidad (1975) - Mulher suicida
  - Los meses y los días (1973) - Mãe de Cecilia
  - El juego de Zuzanka (1970) - Selma
  - Los recuerdos del porvenir (1969) - Esposa de Lucas

## Séries
- La rosa de Guadalupe (2012-2014)
- Mujeres asesinas (2009) - Carmen (episódio: "Tita Garza, estafadora")
- Cuentos para solitarios (1999) - Alfonsina
- ¿Qué nos pasa? (1998)
- Mujer casos de la vida real (1995-1997)
- La hora marcada (1990) - Madre

- De par en par (1986)

## Teatro
- La mujer de todos (2004)

## Prêmios
Premios TVyNovelas (México) 
| Ano  | Categoria    | Telenovela                | Resultado |
| ---- | ------------ | ------------------------- | --------- |
| 2006 | Melhor atriz | La madrastra              | Nomeado   |
| 1998 | Melhor atriz | Alguna vez tendramos alas | Nomeado   |